# Cygów (gmina)
Cygów – dawna gmina wiejska istniejąca w XIX wieku w guberni warszawskiej. Siedzibą władz gminy był Cygów.
Za Królestwa Polskiego gmina Cygów należała do powiatu radzymińskiego w guberni warszawskiej. Gmina została zniesiona postanowieniem z 29 grudnia 1867, obowiązującym od  10 stycznia 1868, a Cygów włączono do gminy Ręczaje.